# Hearresleat
Le Hearresleat (en néerlandais, Heeresloot ou Heerensloot) est un canal néerlandais de la Frise, situé à Heerenveen.

## Géographie
Dans le centre de Heerenveen, le Hearresleat commence depuis l'Engelenfeart. Le canal s'étend le long de la ligne de chemin de fer Heerenveen-Leeuwarden vers le nord. Il passe à Nieuwebrug, Haskerdijken et Vegelinsoord. Près du moulin de Grevensmolen, le Hearresleat forme un grand carrefour avec le Canal de Heerenveen et It Deel. Localement, l'étendue d'eau s'appelle Mûnstjerak.

## Histoire
La construction du canal a commencé en 1555. Pieter van Dekema, l'un des seigneurs de Heerenveen, en fut le commanditaire. Le canal a été creuse pour le transport de la tourbe exploitée dans la région. Le réseau des canaux fut continué vers l'est par le Skoatterlânske Kompanjonsfeart. Ce dernier est comblé jusqu'à De Knipe et il n'est plus relié au Hearresleat.
Jusqu'au 1934, le Hearresleat formait la frontière des anciennes communes de Haskerland et d'Aengwirden.

## Source
- (nl) Cet article est partiellement ou en totalité issu de l’article de Wikipédia en néerlandais intitulé « Heeresloot » (voir la liste des auteurs).